# Романці

Розселення романців по Європі

Романські народи, або романці (від лат. назви міста Рим – Roma) — група народів різного етногенетичного походження, об'єднана використанням романських мов. Включає такі географічно і етнічно віддалені народності, як португальці, румуни, сефардські євреї, пуерториканці та кажуни. В сучасному світі до романської культурно-мовної спільноти можна зарахувати до 1 мільярда людей, у тому числі близько 2/3 з них (понад 600 мільйонів) до латиноамериканської підгрупи - тобто іспаномовні (близько 450 мільйонів) та португаломовні народи (близько 220 млн).

## Сучасні романські спільноти
- Андоррці
- Арагонці (зазвичай вважаються субетнічною групою іспанців)
- Аромуни (іноді розглядаються як субетнічна група румунів; сильно асимільовані внаслідок албанізації, еллінізації та слов'янизації)
- Валлони (назва країни - Валлонія, самоназва валлон. Walons, нащадки кельтських племен, які з I ст. зазнали сильної романізації та деякого впливу германських племен, особливо франків)
- Галісійці
- Далматинці (асимільовані хорватами до середини XIX століття)
- Іспанці (самоназва - españoles (еспаньйолес), pueblo español, єдине число - español (еспаньйол), назва країни - España (Еспанья), назва держави (з 30-х) - Reino de España, (1931 - 1939) - República Española)
- Істріоти (часто розглядаються як субетнічна група італійців)
- Істрорумуни (сильно асимільовані хорватами)
- Італошвейцарці (субетнічна група швейцарців)
- Італійці (самоназва - italiani (італьяні), єдине число - italiano (італьяно), назва мови - lingua italiana, назва країни - Italia (Італія), назва держави - Repubblica Italiana, до 1946 - Regno d'Italia)
- Каталонці (включаючи валенсійців і балеарців)
- Корсиканці (іноді розглядаються як субетнічна група італійців)
- Ладини (іноді розглядаються як субетнічна група італійців)
- Мегленорумуни (сильно асимільовані турками і македонцями)
- Молдовани (самоназва - moldoveni (молдовень), назва мови - limba moldovenească, назва країни - Moldova, назва держави - Republica Moldova, в 1918 році - Republica Democratică Moldovenească)
- Монегаски
- Португальці (самоназва - portugueses (португесес), povo português, єдине число - português (португес), назва мови - língua portuguesa, назва країни - Portugal (Португал), назва держави - República Portuguesa, до 1910 - Reino de Portugal)
- Провансальці (включаючи гасконців та інші субетнічні групи; зараз частина французького етносу)
- Ретороманці (Романш)
- Румуни (самоназва - români (роминь), poporului român, єдине число - român (ромин), назва мови - limba română, назва країни - România (роминія), назва держави (1947 - 1965) - Republica Populară Română, (до 1947) - Regatul României)
- Санмаринці
- Сардинці
- Сефарди (етнолінгвістична група євреїв)
- Сицилійці (зараз субетнічна група італійців)
- Франкопровансальці (зараз субетнічна група французів)
- Франкошвейцарці (субетнічна група швейцарців)
- Французи (самоназва les françaises (франсе), peuple français, єдине число чоловічого роду - le français (франсе), назва мови - langue française (ланг франсез), назва країни - France (Франс), назва держави - République française, до 1848 року - Royaume de France)
- Фріули (іноді розглядаються як субетнічна група італійців)